# Tricondyloides persimilis
Tricondyloides persimilis är en skalbaggsart som beskrevs av Stefan von Breuning 1939. Tricondyloides persimilis ingår i släktet Tricondyloides och familjen långhorningar. Inga underarter finns listade i Catalogue of Life.